# Cobra Records
Cobra Records war ein unabhängiges Plattenlabel, das von 1956 bis 1959 in Chicago tätig war und bei dem die Karrieren der Chicagoer Bluesgitarristen Otis Rush, Magic Sam und Buddy Guy begannen.

## Geschichte
Cobra wurde 1956 auf der West Side von Chicago von Eli Toscano, Betreiber eines Platten- und Fernsehladens, zusammen mit dem Promoter Howard Bedno gegründet. Als sein vorheriges Plattenlabel, Abco Records, kein großes Interesse hervorrief, wandte sich Toscano an Willie Dixon, um ihn für sein neues Label zu gewinnen. Unzufrieden mit seiner Arbeit bei Chess Records wechselte Dixon zu Cobra und fungierte dort als Talentscout, Produzent, Arrangeur, Songwriter und Bassist.
Der Erste, der für Cobra aufnahm, war Otis Rush. Seine Single I Can’t Quit You Baby wurde ein Hit und erreichte Platz sechs in den Billboard R&B-Charts. 1957 nahm Magic Sam seinen Signature-Song All Your Love auf (nicht zu verwechseln mit All Your Love (I Miss Loving), das Otis Rush ein Jahr später ebenfalls für Cobra aufnahm). Buddy Guy veröffentlichte 1958 zwei Singles auf Cobras Sublabel Artistic Records.
Von 1956 bis 1958 veröffentlichte Cobra Singles von verschiedenen Musikern und Bands, darunter Ike Turner und verschiedene Blues-Veteranen. Doch 1959 geriet das Unternehmen in finanzielle Schwierigkeiten und musste seine Geschäftstätigkeit einstellen. In den 1960er Jahren wurde der Cobra-Katalog von Stan Lewis von Jewel/Paula/Ronn Records gekauft. Die meisten Aufnahmen von Cobra (und Artistic) (57 Titel, darunter mehrere Alternativ- und Outtakes) wurden 1993 auf The Cobra Records Story: Chicago Rock and Blues 1956–1958 von Capricorn Records veröffentlicht. Im Jahr 2013 wurden 40 Songs aus dem Cobra-Katalog auf einem Zwei-CD-Set mit dem Titel Double Trouble: The Cobra Record Story veröffentlicht.